# Jan van den Hoecke

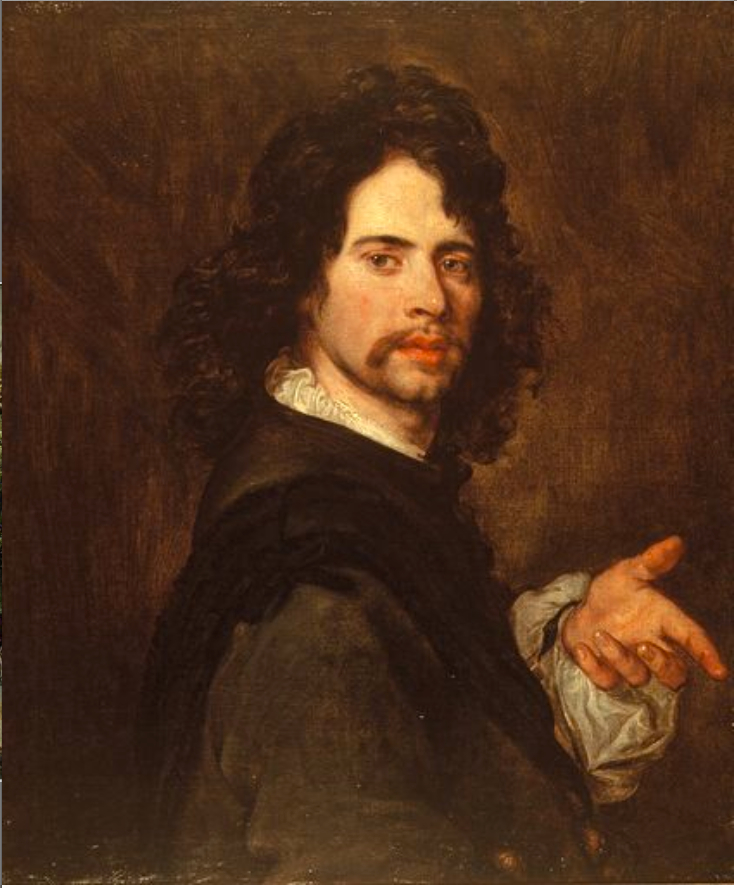
Zelfportret

Jan van den Hoecke (Antwerpen, 4 augustus 1611 – Antwerpen, 1651) was een Zuid-Nederlandse kunstschilder, bekend om zijn portretten, historiestukken en genrevoorstellingen. Hij kwam uit een artistieke familie: hij was de zoon van Gaspar van den Hoecke, een vooraanstaand schilder, en de halfbroer van Robert van den Hoecke, ook een bekende schilder. Zijn zus Ursula trouwde met de schilder Balthasar van Cortbemde. Matthijs Musson was zijn oom. Jan van den Hoecke trouwde in 1648 met Clara van Woensel.
Hij was een leerling van Peter Paul Rubens. Hij nam deel aan het decoratiewerk voor de Blijde Intrede van Ferdinand van Oostenrijk in 1635, een project dat bekend staat als de Pompa Introitus Ferdinandi. Tijdens deze periode leunde zijn stijl sterk op die van Rubens, wat in zijn werk te herkennen is.
Van den Hoecke ondernam een reis naar Italië, waar hij in Rome werkte van 1635 tot 1644. Hier kopieerde hij werken van meesters als Guido Reni, Titiaan en Veronese. Zijn verblijf in Italië had een invloed op zijn stijl, die na zijn terugkeer meer neigde naar de verfijnde, klassieke benadering van Guido Reni in plaats van de dynamische stijl van Rubens. In Rome werd hij in 1644 lid van de prestigieuze Pontificia Insigne Accademia di Belle Arti e Letteratura dei Virtuosi al Pantheon en in 1646 werd hij er regent.
Na zijn terugkeer naar de Zuidelijke Nederlanden in 1647, werkte hij als hofschilder voor aartshertog Leopold Wilhelm van Oostenrijk, landvoogd van de Zuidelijke Nederlanden. Van den Hoecke was ook actief als tapijt-ontwerper en etser. Hij stierf mogelijk in Antwerpen of Brussel in 1651, hoewel sommige bronnen zijn overlijden in 1650 plaatsen.

## Werken

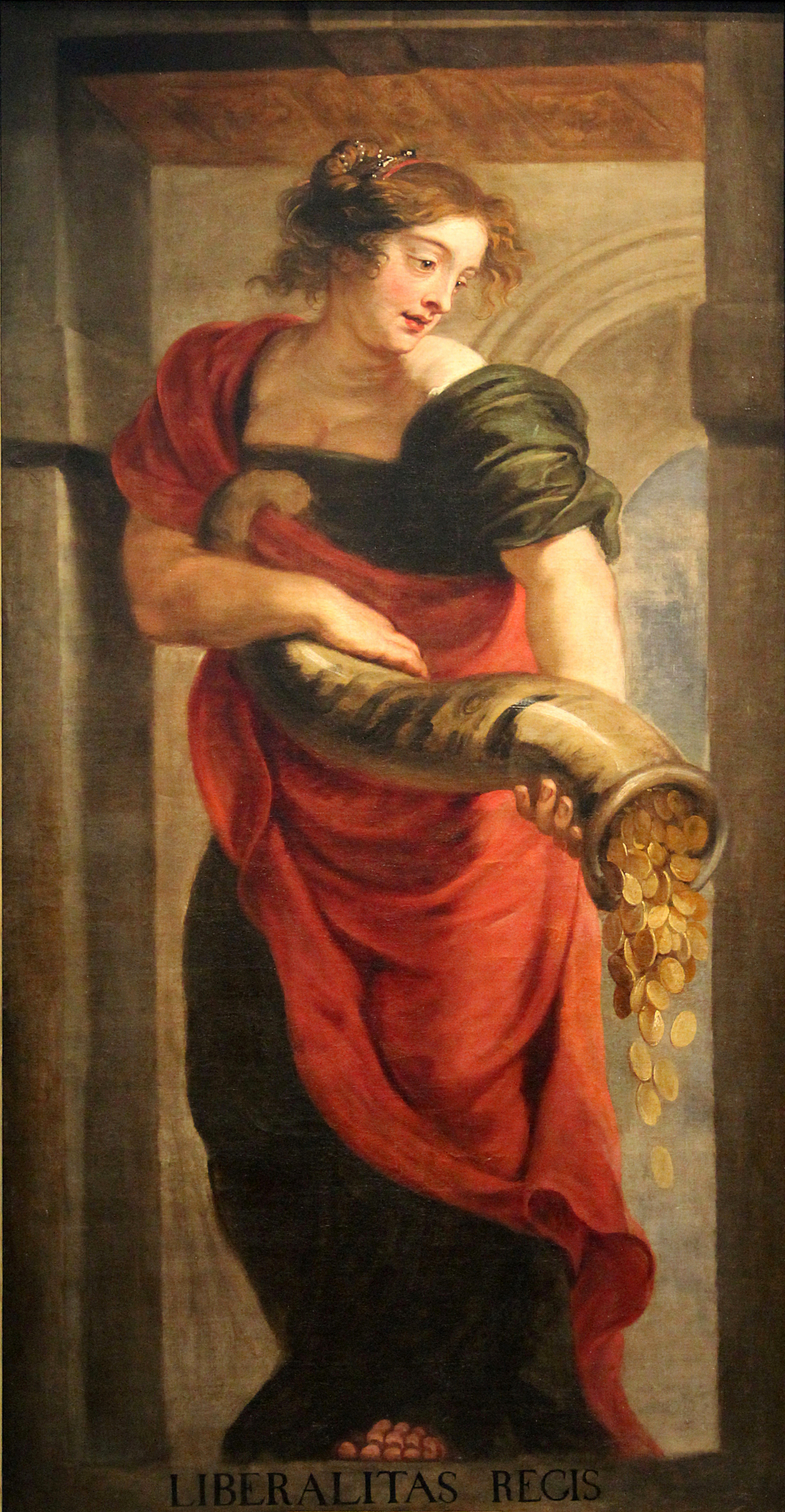
De vrijgevigheid van de koning (1635) in de Museum voor Schone Kunsten (Rijsel).
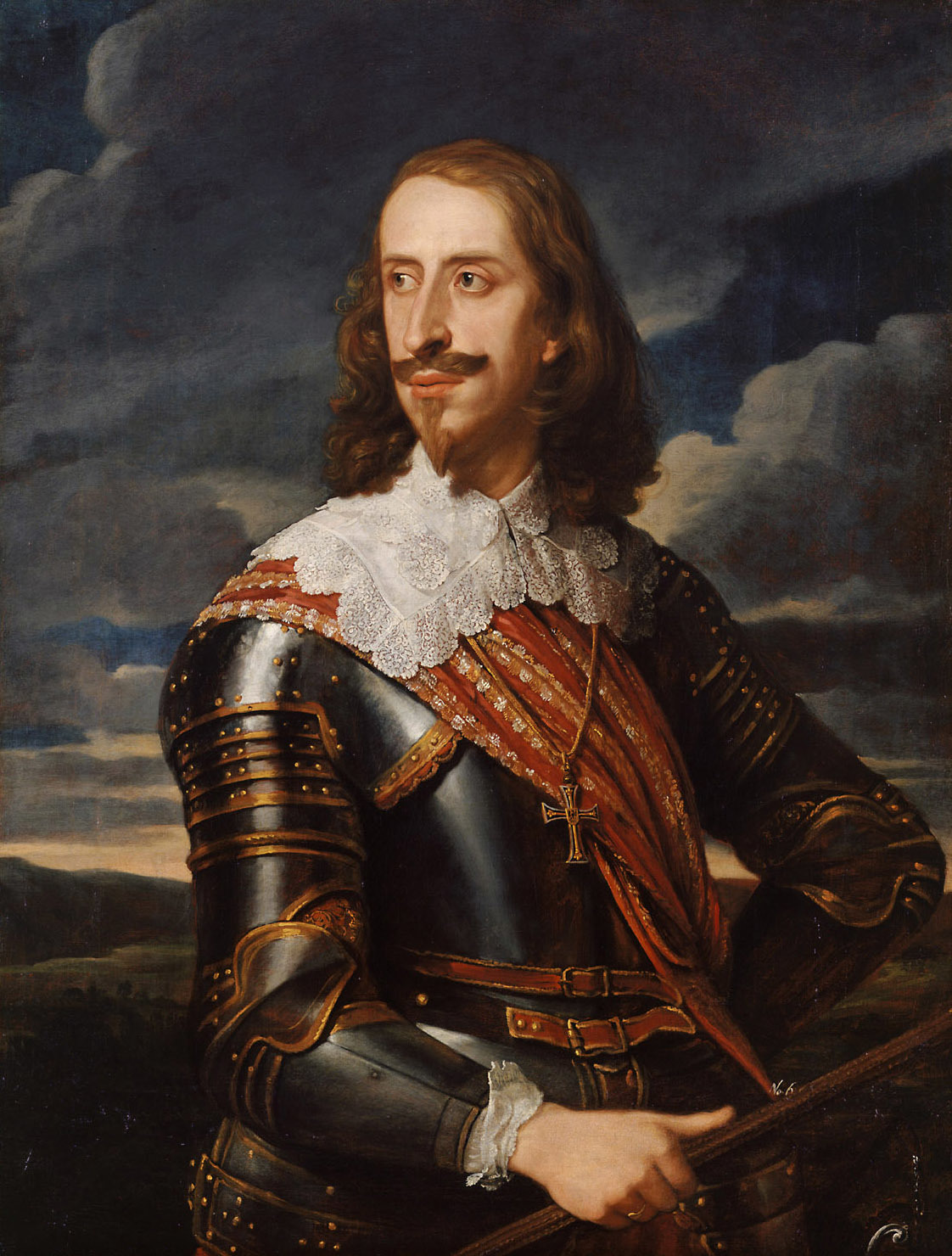
Aartshertog Leopold Willem van Oostenrijk in harnas, ca. 1642
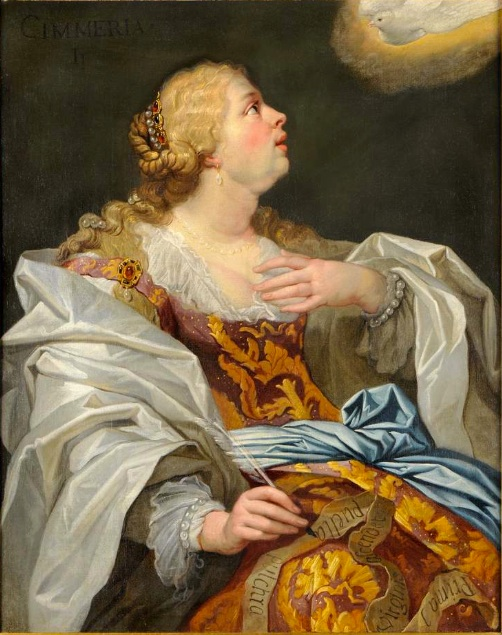
De Cimmeriaanse sibyll
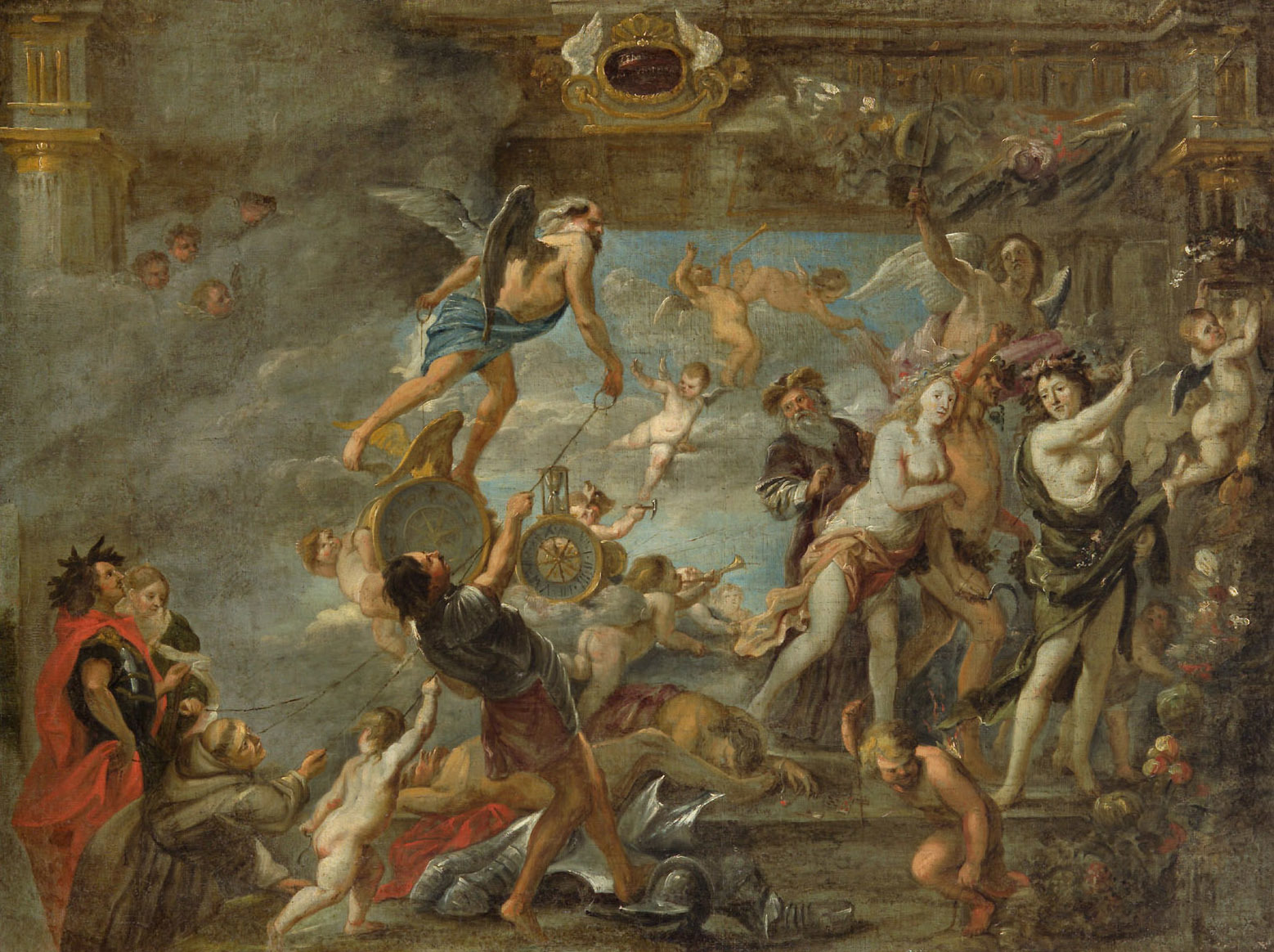
De triomf van de tijd

- Auckland Art Gallery Toi o Tāmaki: 9056
- Biblioteca Nacional de España: XX884271
- Biografisch Portaal: 88931860
- Catàleg d'autoritats de noms i títols de Catalunya: 981058520888506706
- Digitale Bibliotheek voor de Nederlandse Letteren: hoec013
- Gemeinsame Normdatei: 129462438
- International Standard Name Identifier: 0000 0000 6639 2239
- KulturNav: 228bc8d2-8ac4-44a9-8115-4a93c5a0f829
- Nationale Bibliotheek van Tsjechië: jo2003188229
- RKD-Nederlands Instituut voor Kunstgeschiedenis: 38710
- Union List of Artist Names: 500019616
- Virtual International Authority File: 45382517
- WorldCat: E39PBJvtcwhkFRrhPPH4dQfTHC